# Керпель, Габи
Габи Керпель (исп. Gaby Kerpel) — аргентинский композитор, музыкант, музыкальный продюсер. Автор музыки к шоу La Organizacion Negra, De La Guarda, Fuerzabruta.

## Биография
Габи Керпель родился и вырос в Буэнос-Айресе (Аргентина). Под влиянием своего старшего брата Anibal Kerpel с детства увлекался музыкой, учился играть на фортепиано, получил классическое музыкальное образование, но со временем, понял, что его музыкальные интересы распространяются за пределы классических жанров. В юности Керпель играл на клавишных инструментах в нескольких любительских группах.
В 1985 году он встретился с участниками авангардной театральной группы La Organizacion Negra, которая занималась постановкой экспериментального театрально-циркового шоу, для которого ему предложили написать музыку. В течение семи лет он работал в шоу, сочиняя музыку и выступая живьём. Одновременно с этим Керпель принимал участие в других театрально-танцевальных проектах (El descueve), занимался съёмкой видео- и кинофильмов (Picado fino de Esteban Sapir).
В 1993 году, после распада La Organizacion Negra, два её бывших участника организовали новую театральную группу De La Guarda и попросили, чтобы Керпель продолжил работать с ними. Вскоре Керпель совместно со своим братом музыкантом Габи Анибаль и знаменитым аргентинским композитором и продюсером Густаво Сантаолалья начали работать с De La Guarda над компакт-диском, который был выпущен Island Records в 1995 году. Сантаолалья также принял участие в работе над альбомом Керпеля Carnabailito, он стал бесценным наставником и вдохновителем для него.
В конце 1990-х Керпель гастролирует по всему миру, выступая живьём в популярным шоу De La Guarda, одновременно работая над материалами для своего сольного проекта. В ноябре 2001 года на независимой студии звукозаписи в Буэнос-Айресе вышел его первый сольный альбом Carnabailito, который был переиздан в 2003 году лейблом Nonesuch Records.
В 2001 году Керпель выпустил второй альбом De La Guarda — «Villa Villa» совместно с британским композитором и диджеем Howie B (англ. Howard Bernstein).
В марте 2002 года Керпель переезжает в Лос-Анджелес, а затем в Нью-Йорк, где выступает с концертами.
В 2003—2005 годах Керпель пишет музыку для Fuerza Bruta, нового шоу одного из создателей De La Guarda, Дики Джеймса (Diqui James). Спектакль вышел в Буэнос-Айресе в мае 2005 года, представлен в Лиссабоне и в Лондоне в 2006 году, а затем по всему миру. В настоящее время шоу постоянно представлено в Нью-Йорке.
В данный момент Габи работает над материалом для будущего альбома, периодически выступая с живым шоу Carnabailito Live. Совместно с Хулианом Гомесом (Julián Gomez aka El Trip Selector) занимается новым проектом под псевдонимом King Coya.

## Музыка
В своём творчестве Габи Керпель использует электронные ритмы и эффекты как основу для традиционных аргентинских инструментов таких как чаранго, калимба, бомбо легуэро и флейта тарка (англ.), а также эрху, култрун (исп.), пианика и различные синтезаторы. Мотивы навеяны народными мелодиями северо-востока Аргентины.

## Дискография
- 1985 — Ana, ¿dónde estás? (саундтрек)
- 1995 — Noches áticas (саундтрек)
- 1995 — De La Guarda (звуковая дорожка к шоу De La Guarda)
- 2001 — Villa Villa (звуковая дорожка к шоу De La Guarda, совместно с Howie B)
- 2001/2003 — Carnabailito (сольный)
- 2005 — Fuerza Bruta (звуковая дорожка к шоу Fuerza Bruta[англ.])
- 2009 — Cumbias De Villa Donde (как King Coya)
- 2012 — Tira Torito (совместно с Balvina Ramos)

## Фильмография
- 1985 — Ana, ¿dónde estás?
- 1995 — Historias Breves I: Noches áticas
- 1996 — Historias Breves 1